# Schivenoglia
Schivenoglia és un municipi situat al territori de la província de Màntua, a la regió de la Llombardia, (Itàlia).
Schivenoglia limita amb els municipis de Pieve di Coriano, Quingentole, Quistello, San Giovanni del Dosso i Villa Poma.
Pertanyen al municipi les frazioni de Brazzuolo, Caselle, Gabbianella i Malpasso

## Galeria

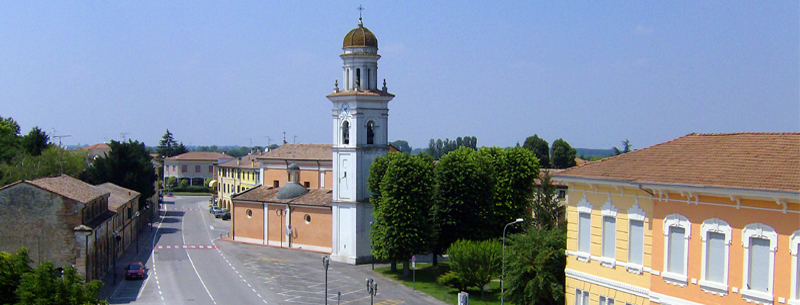
Vista del poble
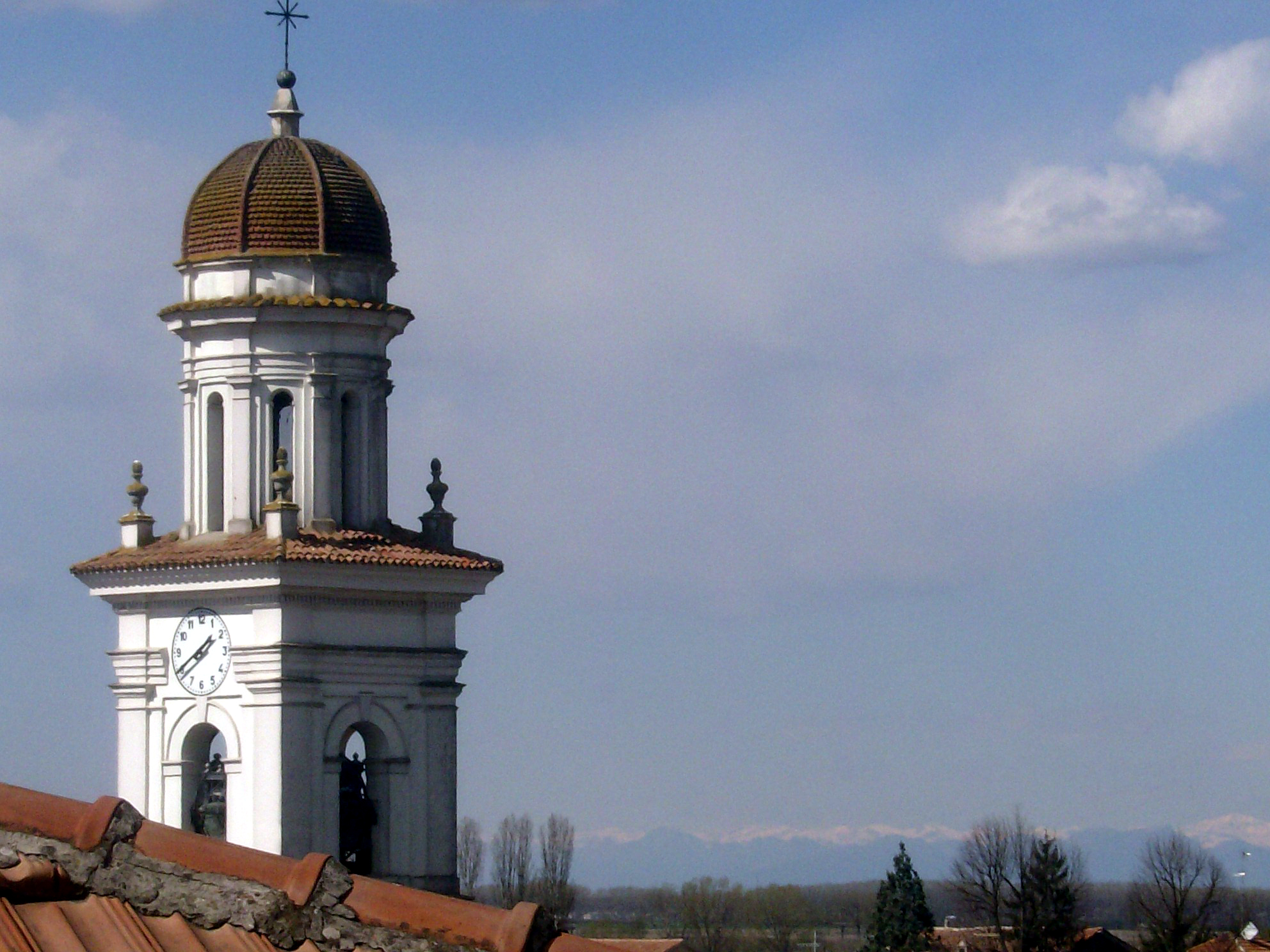
Església de S.Francesc d'Assís
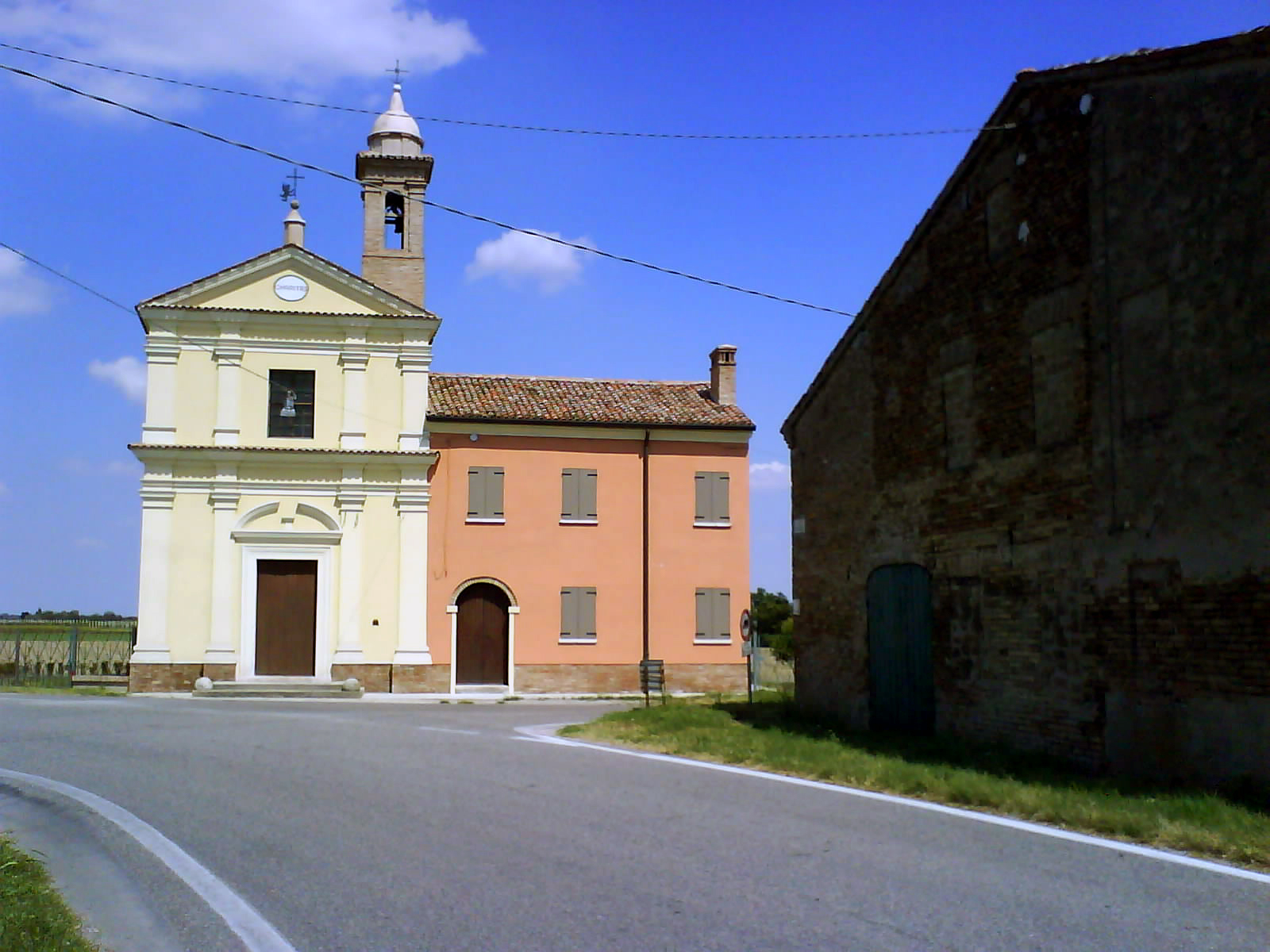
Església de la M.D. de Brazzuolo